# Vannecrocq
Vannecrocq ist eine französische Gemeinde mit 163 Einwohnern (Stand: 1. Januar 2022) im Département Eure in der Region Normandie. Sie gehört zum Arrondissement Bernay und ist Teil des Kantons Beuzeville.
Die Einwohner werden Vannecrocquais genannt.

## Geographie
Vannecrocq liegt etwa 35 Kilometer südöstlich von Le Havre.

### Nachbargemeinden
Umgeben ist Vannecrocq von den Nachbargemeinden Triqueville im Norden, Saint-Symphorien im Osten und Nordosten, Épaignes im Süden und Osten, La Chapelle-Bayvel im Südwesten sowie Martainville im Westen.

## Bevölkerungsentwicklung
| 1962                      | 1968 | 1975 | 1982 | 1990 | 1999 | 2006 | 2013 |
| ------------------------- | ---- | ---- | ---- | ---- | ---- | ---- | ---- |
| 117                       | 89   | 100  | 99   | 110  | 110  | 118  | 141  |
| Quelle: Cassini und INSEE |      |      |      |      |      |      |      |

## Sehenswürdigkeiten
- Kirche Saint-Denis aus dem 12./13. Jahrhundert mit späteren Umbauten
- Pfarrhaus aus dem 18. Jahrhundert
- Herrenhaus aus dem 17./18. Jahrhundert

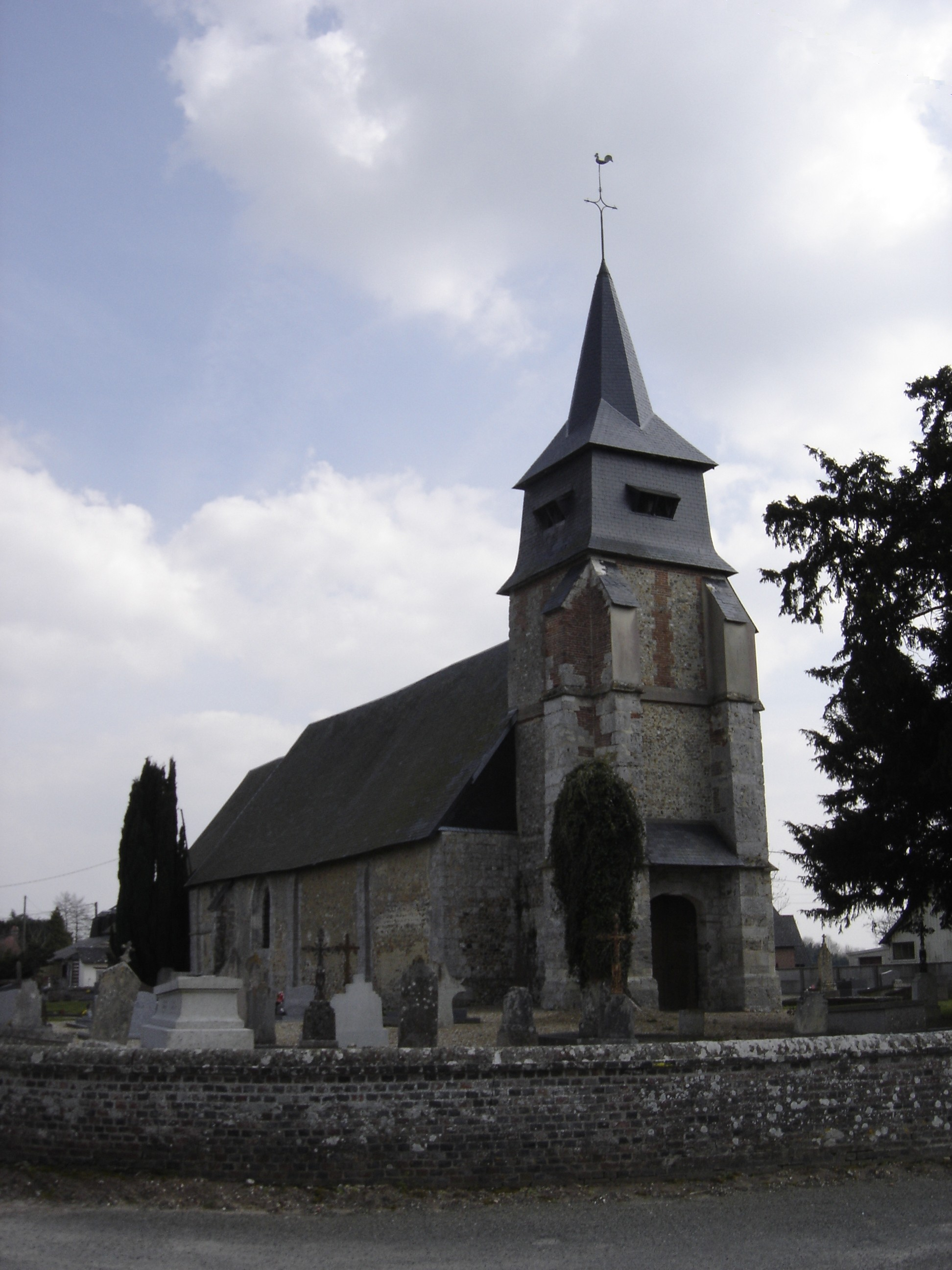
Kirche Saint-Denis